# 中部シェベリ州
中部シェベリ州（ちゅうぶシェベリしゅう、ソマリ語: Shabeellaha Dhexe シャベーラハ・デヘ、アラビア語: شبيلي الوسطى、英語: Middle Shabelle）はソマリアの行政区画のひとつ。周囲は時計回りでヒーラーン州、ガルグドゥード州、インド洋、バナディール州（モガディシュ）、下部シェベリ州と接する。州都はジョハール。2016年以降はヒーシェベリ自治州に属している。

## 下位行政区画
4つの地区（Degmo）がある。カッコ内はソマリア語名。
- Adan Yabal（Aadan Yabaal）
- Balad（Balcad）
- Adale（Cadale）
- ジョハール地区（英語版）（Jowhaar）

### 主要都市
- Adale（Cadale）
- Balad（Balcad）
- Banaaney
- Burane
- Gashanle（Gaashaanle）
- Gulane（Guulane）
- Hansholey
- ジョハール（Jowhaar）
- Mahaday（Mahadaay）
- Sabun（Sabuun）
- Tile
- Warsheikh（Warsheekh）